# Japans honkbalteam

Vlag van Japan.

Het Japans honkbalteam is het nationale honkbalteam van Japan. Het team vertegenwoordigt Japan tijdens internationale wedstrijden. Hun manager is de Japanner Tatsunori Hara.
Het Japans honkbalteam hoort bij de Aziatische Honkbalfederatie (BFA).

## Kampioenschappen

### Olympische Spelen
In 1964, toen de Olympische Spelen in eigen land (Tokio) plaatsvonden, speelde Japan een exhibitiewedstrijd tegen de Verenigde Staten. Japan was ook een van de acht deelnemende landen op de Spelen van 1984 (in Atlanta) en 1988 (in Seoel) toen de sport ook als demonstratiesport op het programma stond, ze werden respectievelijk eerste en tweede op deze toernooien, ook hier waren de Verenigde Staten beide keren de tegenstander in de finale.
Japan, de Verenigde Staten en Cuba zijn de enige landen die aan alle vijf officiële olympische edities (1992-2008) hebben deelgenomen. In 2020 veroverde het team de gouden medaille.
| Editie    | 1964  | 1984 | 1988 |  | 1992  | 1996   | 2000 | 2004  | 2008 | 2020 |
| Prestatie | 2-6 * | 1e   | 2e   |  | Brons | Zilver | 4e   | Brons | 4e   | Goud |

* Uitslag tweestrijd

### Wereldkampioenschappen
Japan en Taiwan waren in 1972 de eerste Aziatische deelnemers op de wereldkampioenschappen. Het ontbrak sindsdien op twee edities (de beide WK’s in 1973 en 1974). Bij de 17 deelnames (op 39 edities) werden zes medailles behaald (0-1-5).
| Editie    | 1972 | 1976  | 1978 | 1980  | 1982   | 1984 | 1986 | 1988 | 1990 | 1994  | 1998 | 2001 | 2003  | 2005 | 2007  | 2009 | 2011 |
| Prestatie | 4e   | Brons | 4e   | Brons | Zilver | 4e   | 5e   | 4e   | 5e   | Brons | 5e   | 4e   | Brons | 5e   | Brons | 10e  | 11e  |

### World Baseball Classic
Het Japans honkbalteam nam deel aan alle edities van de World Baseball Classic. In 2006, 2009 en 2023 werden ze winnaar van dit toernooi. In 2013 en 2017 was de halve finale hun eindstation.
| Editie    | 2006 | 2009 | 2013  | 2017  | 2023 |
| Prestatie | Goud | Goud | Brons | Brons | Goud |

### Intercontinental Cup
Japan behaalde twaalf keer een medaille op de Intercontinental Cup. Twee maal goud, vijf maal zilver en vijf keer brons.
| Editie    | 1973   | 1975   | 1977   | 1979   | 1981  | 1983 | 1985  | 1987  | 1989   |
| Prestatie | Goud   | Zilver | Brons  | Zilver | 6e    | -    | Brons | Brons | Zilver |
|           |        |        |        |        |       |      |       |       |        |
| Editie    | 1991   | 1993   | 1995   | 1997   | 1999  | 2002 | 2006  | 2010  |        |
| Prestatie | Zilver | Brons  | Zilver | Goud   | Brons | 4e   | 4e    | 5e    |        |

-  = geen deelname 

## Vrouwen
De Japanse vrouwenhonkbalploeg veroverde in 2008, 2010, 2012, 2014, 2016 en 2018 de wereldtitel en behaalde een tweede plaats in 2004 en 2006. 
2004:  Verenigde Staten · 
2006:  Verenigde Staten · 
2008:  Japan · 
2010:  Japan · 

2012:  Japan · 
2014:  Japan · 
2016:  Japan ·
2018:  Japan